# Atlas Network
Pour l'organisme policier, voir Réseau Atlas.
L'Atlas Network (en français Réseau Atlas), anciennement connu sous le nom d'Atlas Economic Research Foundation (fr. Fondation Atlas pour la recherche économique), est une association à but non lucratif américaine libertarienne, créée en 1981 par Antony Fisher et ayant siège à Arlington en Virginie, notamment liée à l'industrie du tabac. En 2023, elle coordonnait 589 laboratoires d'idées et partenaires dans 103 pays, grâce à un budget de 28 millions de dollars, essentiellement issus de dons d'entreprises et de milliardaires.

## Histoire
Inspiré par l'économiste Friedrich Hayek et sa Société du Mont-Pèlerin, Antony Fisher crée d'abord l'Institute of Economic Affairs en 1955 avant de lancer le Réseau Atlas en 1981.
Selon certaines sources, le nom de l'organisation serait inspiré par le roman « Atlas Shrugged » (en français La Grève), de l’auteure libertarienne Ayn Rand, ce que le réseau dément.

## Outils de communication
Le Réseau Atlas est doté de divers outils de communication, dont :
- une plateforme Internet ;
- un journal trimestriel (Freedom’s Champion) ;
- une conférence annuelle (les Liberty Forums) ;
- les Templeton Freedom Awards, un prix reçus entre autres par le média français Contrepoints ;
- le relais et la mise en réseau de plusieurs centaines de laboratoires d'idées libertariens.

## Objectifs
Cet organisme de droit privé a pour but de favoriser et promouvoir une économie de marché partout dans le monde en soutenant le développement d'organisations de recherche ou de laboratoires d'idées promouvant à leur tour le libéralisme économique.
Le réseau Atlas et ses partenaires ne défendent pas seulement des intérêts économiques mais soutiennent également des politiques sociétales très conservatrices. Des membres influents, comme la fondation John-Templeton et Dick DeVos (en), financent des groupes anti-avortement et opposés au mariage homosexuel. Alejandro Chafuen, directeur d'Atlas de 1991 à 2017, a encouragé des alliances avec des mouvements réactionnaires. Selon l'observatoire des multinationales, cette alliance permet aux libertariens de s'associer avec les conservateurs pour obtenir un soutien social et promouvoir leurs objectifs économiques.
Des partenaires de l'Atlas Network comme l'American Legislative Exchange Council et la Federalist Society participent à des initiatives contre les politiques climatiques, l'avortement et les régulations électorales et sociales.
Une étude de Jeremy Walker, à l'université de Sydney, a montré qu'avant le référendum prévu en Australie pour la reconnaissance de l'Australie autochtone dans la Constitution, qui veut donner une voix aux Premières Nations au Parlement, un sondage donnait 60 % de votes favorables à la proposition de référendum (faite en 2017) et à la déclaration d'Uluru. Puis, après la campagne médiatique anti-Voice, d'Advance Australia, coordonnée par la branche australienne du réseau Atlas qui comprend notamment les trois laboratoires d'idées Centre for Independent Studies, l'Institute of Public Affairs et LibertyWorks, ce taux a chuté à 40 %. Selon Walker, cette campagne pour le Non a été menée pour le compte des entreprises de combustibles fossiles et de leurs alliés, dont les efforts de pression et de désinformation et de lutte contre toute politique climatique remontent à plus d’un demi-siècle. Ces entreprises craignent que les communautés autochtones et la démocratie parlementaire australienne puissent « freiner les industries polluantes qui nous conduisent à l'effondrement climatique et écologique ».

## Réseau
En 2023, Atlas Network affichait 589 partenaires dans 103 pays, et un budget de 28 millions de dollars.
À titre d'exemples, parmi les laboratoires d'idées que l'Atlas Network a aidé à mettre en place ou à persister figurent aux États-Unis le Manhattan Institute ; au Canada l'Institut Fraser ; à Hong Kong le Lion Rock Institute ; au Royaume-Uni l'Adam Smith Institute, le TaxPayers' Alliance (TPA) et environ une dizaine d'autres groupes de pression et laboratoires d'idées installés (ou l'ayant été) à Londres (Westminster plus précisément) au 55 Tufton Street (entités qui ont joué un rôle majeur dans le processus qui a conduit au Brexit).
Le réseau Atlas ne se contente pas de fournir un soutien financier à ses partenaires, mais les met aussi en relation avec d’autres financeurs et propose des programmes de consulting, des séminaires, et des formations pour renforcer leurs capacités et créer un sentiment de communauté.
Parmi les entités majeures du réseau, figurent les organismes suivants :
- Students for Liberty (monde)[6],[7]
- Institut économique de Paris (France)
- Institut pour la ville entrepreneuriale (France)
- Institut de recherches économiques et fiscales IREF (France)
- Institut économique Molinari IEM (France)
- Contribuables associés
- Fondation pour la recherche sur les administrations et les politiques publiques IFRAP
- Institut de formation politique IFP
- Institut des libertés[8]
- Institut Coppet (Suisse)
- Institut libéral (Canada)
- Instituto libre empresa (Pérou)
- Centro de divulgación del conocimiento económico (Venezuela)
- Instituto libertad y democracia (Pérou)
- Instituto libertad y progreso (Colombie)
- Lithuanian free market institute (Lituanie)
- F.A. Hayek foundation (Slovaquie)
- Institut Fraser
- Institut Manhattan
- Institut Pacific
- Centre national d'analyse politique
- Centre pour la dissémination de l'information économique (Venezuela)
- Centre pour les études indépendantes
- Adam Smith Institute
- The Lion Rock Institute (Hong Kong)
- Centre de recherche économique hispano-américain…

## Budget
En 2017, ses revenus déclarés étaient de 10 815 000 $. Et ses dépenses ont été de 12 585 000 $ sur l'année. Il existe un réseau équivalent pour le niveau européen : le réseau de Stockholm. Certains laboratoires d'idées libertariens européens peuvent adhérer aux deux réseaux.
L'Atlas Network dit tirer son financement de dons de particuliers, de fondations ou d'entreprises. D'après SourceWatch et Mother Jones, la Fondation a notamment été alimentée par des dons d'entreprises comme Exxon Mobil ou Philip Morris ainsi que par des dons d'individus comme Charles et David Koch (dont notamment ExxonMobil, Philip Morris, Pfizer et Koch Industries), mais aussi de dotations de fonds publics consenties par le ministère des Affaires étrangères américain ainsi que le National Endowment for Democracy, fonds de dotation semi-public et bras essentiel du soft power américain.
En 2017, une étude révèle que 37 % des partenaires d'Atlas aux États-Unis ont reçu des financements de l'industrie du tabac.

## Dépenses
Entre 2017 et 2019, Students for Liberty reçoit des dons de plus de 100 000 dollars de la part de l'Atlas Network.